# Germania (bok, 2008)
Germania (ISBN 9197688576) är en bok från 2008 av Jonas Sigedal och Niklas Elert, utgiven på Hydra Förlag. Det är ett politiskt satiriskt epos med ett tydligt liberalt budskap.

## Handling
Erfwin Leijonmaahn IV, en svensk-tysk adelsman och socialistisk debattör, har återvänt till Paris efter många år på resande fot. Han vaknar upp på Hotel Ritz efter en mardröm, och planerar att tillbringa en relativt händelselös dag i staden. Men efter att ha nåtts av ett tragiskt dödsbud börjar han dricka, och ställer till med en skandalös scen i hotellets restaurang. Precis innan han ska gripas av polis undsätts han av sin mångårige ärkefiende James Arlington, världens rikaste man och president över företaget Pd Universal Enterprises.
James Arlington tar med Erfwin Leijonmaahn IV till sin födelsedagsfest på Château de Versailles, där märkliga saker är på gång. Slottet är fyllt av galna diktatorer som jagar i trädgårdarna och vandaliserar egendomen. Efter ett tag framkommer det att James Arlington tycks ha börjat frångå sina företagarideal till förmån för andra typer av storslagna projekt. 
De två männen ingår en ohelig allians för att försöka kapa Pd Universal Enterprises resurser och därtill söka politisk makt. Det hela utvecklar sig i episka dimensioner, när den udda duon initierar en gigantisk batalj mellan frihet och förtryck, som för alltid kommer att förändra världen.

## Bakgrund
Germania var från början inte en roman utan många olika tidsfördriv författarna emellan, såsom en tecknad serie, en encyklopedi och en handling som utvecklad i e-postkonversationer. Våren 2007 for författarparet till Argentina för att sätta ihop och berätta hela historien från början till slut i romanformat. Boken presenterades som följetong på internet, med ett kapitel i veckan. Jonas Sigedal läste också in en ljudboksversion av dessa kapitel.
Efter att tolv kapitel släppts kontaktades författarparet av Hydra Förlag, som önskade publicera verket i tryckt form. Efter ett års redigering och korrekturläsning släpptes slutligen boken. 

## Stil
Boken är berättad på ett ganska annorlunda sätt. Dels följer handlingen primärt onda karaktärer och dels är språket medvetet högtravande och otidsenligt. Jonas Sigedal beskrev den udda stilen som ”South Park möter Krig och fred” i en intervju.

## Titel
Germania är en fascistoid superstat som växer fram i boken. 

## Uppföljare
En uppföljare vid namn Imperia (ett uppvaknande ryskt imperium i första boken) är planerad.